# Hlinov
Hlinov (německy Tonnberg) je samota, část obce Horní Stropnice v okrese České Budějovice v Jihočeském kraji. Nachází se asi 3,5 kilometru severně od Horní Stropnice. Hlinov leží v katastrálním území Svébohy o výměře 10,89 km².

## Historie
Hlinov vznikl k 1. květnu 2003 jako část obce Horní Stropnice v okrese České Budějovice.

## Obyvatelstvo
| Rok            | 1869 | 1880 | 1890 | 1900 | 1910 | 1921 | 1930 | 1950 | 1961 | 1970 | 1980 | 1991 | 2001 | 2011 | 2021 |
| -------------- | ---- | ---- | ---- | ---- | ---- | ---- | ---- | ---- | ---- | ---- | ---- | ---- | ---- | ---- | ---- |
| Počet obyvatel | 0    | 0    | 0    | 0    | 0    | 0    | 0    | 0    | 0    | 0    | 0    | 0    | 0    | 2    | 2    |
| Počet domů     | 0    | 0    | 0    | 0    | 0    | 0    | 0    | 0    | 0    | 0    | 0    | 0    | 0    | 1    | 1    |